# Monte Carlo (San Marino)
El monte Carlo es un monte de la República de San Marino que se encuentra en el castello de Fiorentino. Con sus 559 m s. n. m. es la segunda cima más alta del pequeño estado después del monte Titano (739 m).
El 16 de abril de 1913, el aviador triestino Gianni Widmer efectuó el primer vuelo sobre el cielo de San Marino. Con su Blèriot XI de 50 caballos, partió del llano de la Sartòna, en Rímini, con viento contrario llegó a 1600 metros antes de aterrar tras once minutos de vuelo sobre el cerro del Monte Carlo (508 m) en el territorio de Fiorentino. Un pilar recuerda la empresa de Widmer, premiado con la medalla de oro de primera clase al mérito civil otorgada por la República de San Marino. El monumento fue realizado por el escultor Carlo Reffi, mientras que el epígrafe fue escrito por Pietro Franciosi. Fue temporalmente el segundo monumento dedicado en el mundo a un aviador, siendo el primero el alzado en París en 1913, en honor de Alberto Santos Dumont. 
- Datos: Q3498210